# سم ریورز
ساموئل رابرت ریورز (به انگلیسی: Samuel Robert Rivers) متولد ۲ سپتامبر ۱۹۷۷، (۱۱ شهریور ۱۳۵۶) بیسیست و یکی از بنیان گذاران گروه لیمپ بیزکت می‌باشد. او همچنین هم نیای درامر گروه، جان آتو می‌باشد.